# Xyridaceae
Las xyridáceas (nombre científico Xyridaceae) forman una familia de plantas monocotiledóneas que poseen una inflorescencia muy característica, que nace de 1 a muchos escapos, con las flores formando una cabeza como un cono o una espiga al final del escapo, con brácteas persistentes imbricadas dispuestas en espiral. Las flores poseen 3 sépalos, 3 pétalos, 3 estambres y usualmente 3 estaminodios, y 3 carpelos de ovario súpero. Son plantas características de regiones húmedas tropicales a subtropicales, y Xyris suele ser cultivada especialmente en acuarios. Las vistosas flores de Xyris son efímeras, y las corolas se abren usualmente por solo unas pocas horas. Usualmente sólo una o dos flores por cabeza se abren al mismo tiempo. La polinización puede ser predominantemente cumplida por abejas almacenadoras de polen. Los estaminodios, con sus pelos, pueden facilitar la polinización juntando el polen y presentándoselo a las abejas, o pueden engañar a las abejas atrayéndolas con la creencia de que hay polen.
La familia fue reconocida por sistemas de clasificación modernos como el sistema de clasificación APG III (2009) y el APWeb (2001 en adelante).

## Descripción
Introducción teórica en Terminología descriptiva de las plantas
Hábito: Hierbas, perennes o anuales, las perennes con tallos como cáudices, menos comúnmente cormos, ocasionalmente rizomas. Pelos simples o ramificados. 
Hojas de disposición alterna, usualmente dísticas (a veces espiraladas), muchas veces ensiformes, equitantes y unifaciales (pueden ser bifaciales), planas a cilíndricas, las de la porción superior del tallo reducidas, usualmente basales y arrosetadas. Simples, de margen entero, con venación paralela, envainadoras en la base con vaina muchas veces persistente, sin estípulas. Con lígula en algunas. Delgadas, planas o circulares en sección transversal.
Inflorescencias usualmente indeterminadas y formando una cabeza como un cono o una espiga (de una única flor en Achlyphila o 2 o 3 flores en el resto), con brácteas persistentes imbricadas en espiral, terminal, sobre un largo escapo. Escapos 1 a muchos, que crecen de la axila de brácteas u hojas internas. 
Las flores bisexuales, actinomorfas o ligeramente bilaterales, con perianto diferenciado en cáliz y corola, cada una en la axila de una bráctea rígida papirosa a coriosa, hipóginas, sésiles o pediceladas. 
3 sépalos, separados y dimórficos, el interno membranoso y envolviendo a la corola, y cae cuando la flor se abre, los dos sépalos laterales subopuestos, rígidos y papirosos, usualmente aquillados, y persistentes.
3 pétalos efímeros (que se marchitan rápidamente), separados y en garra a conados en la base, si connados formando una corola con un tubo delgado y una elongación 3-lobada, imbricada, usualmente amarilla a blanca (raramente azul o magenta).
3 estambres (raramente 6) verticilados, opuestos a los pétalos, usualmente 3 estambres alternando con 3 estaminodios, filamentos cortos y adnatos a los pétalos, estaminodios ramificados en 3 ramas en el ápice, densamente cubiertos con pelos moniliformes. Anteras de dehiscencia longitudinal.
Polen monosulcado o sin apertura.
3 carpelos, connados, 3 o 1 lóculo, ovario súpero, con placentación parietal a central o axilar o basal. Estilo solitario, 3 estigmas más o menos capitados. Óvulos usualmente numerosos en cada placenta, anátropos a ortótropos, con un megaesporangio grueso a delgado, bitégmicos.
No hay nectarios.
El fruto es usualmente una cápsula loculicida o de dehiscencia irregular, a veces rodeado por los dos sépalos laterales y las brácteas.
Semillas pequeñas, usualmente con crestas longitudinales. Endosperma con almidón y proteináceo, a veces aceitoso.
Ver Kral (1998) para un tratamiento detallado de la familia.

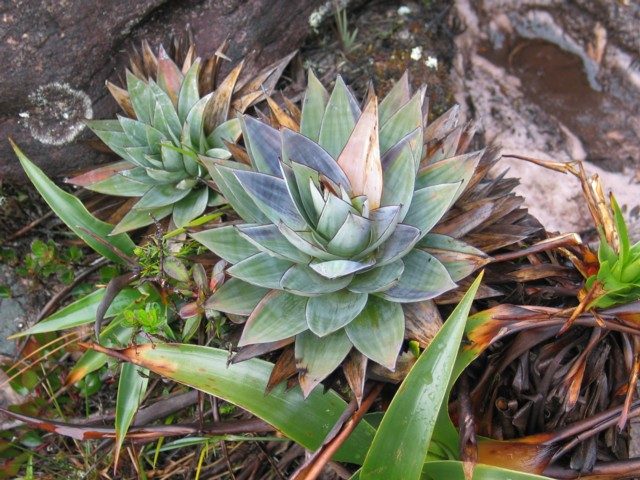
Hojas de Orectanthe
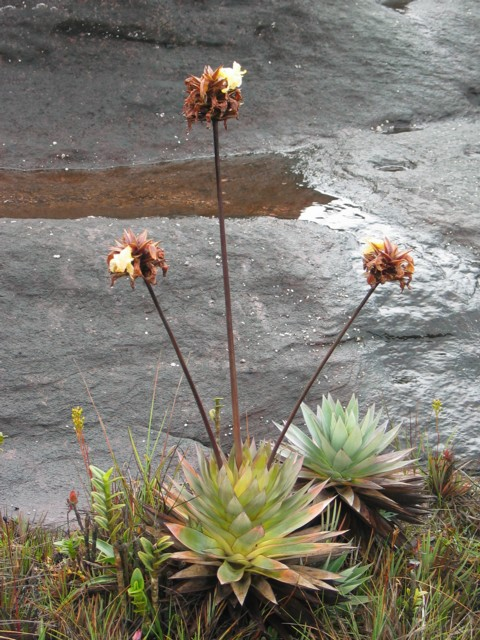
Hábito de Orectanthe
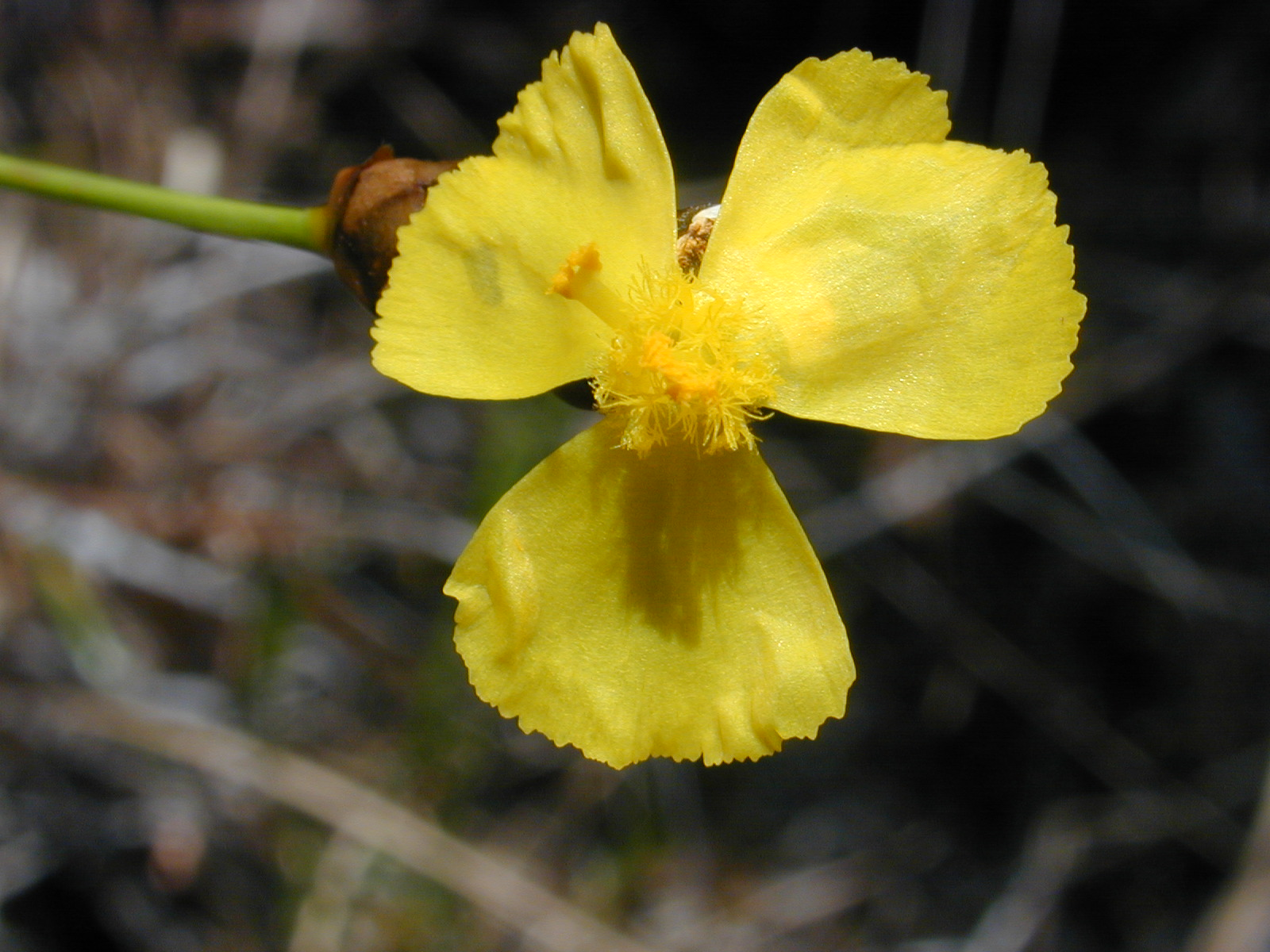
Flor de Xyris

## Ecología
Ampliamente distribuidos en regiones tropicales y subtropicales, con unos pocos extendiéndose en hábitats templados. Tres géneros están restringidos al norte de Sudamérica.
Son característicos de regiones húmedas, como sabanas pantanosas.
Las vistosas flores de Xyris son efímeras, y las corolas se abren usualmente por solo unas pocas horas. Usualmente sólo una o dos flores por cabeza se abren al mismo tiempo. Las flores de especies simpátricas usualmente se abren en momentos diferentes del día.
No hay nectarios, y la polinización puede ser predominantemente cumplida por abejas almacenadoras de polen. Los estaminodios, con sus pelos moniliformes, pueden facilitar la polinización juntando el polen y presentándoselo a las abejas, o pueden engañar a las abejas atrayéndolas con la creencia de que hay polen.
Las diminutas semillas son dispersadas por el viento o el agua.

## Filogenia
Introducción teórica en Filogenia
3 géneros de la familia son a veces clasificados en la familia Abolbodaceae: Abolboda, Aratitiyopea, y Orectanthe. Tienen hojas espiraladas y bifaciales, polen espinoso, pétalos altamente conados, y estilos asimétricos con apéndices.
Los otros dos géneros, Achlyphila y Xyris, tienen hojas dísticas y unifaciales, polen no espinoso, pétalos ligeramente conados o separados, y estilos simétricos sin apéndices.
Eriocaulaceae ("las Compositae de las monocotiledóneas") y Xyridaceae están unidas por sus caracteres de ADN, pero también fueron ampliamente reconocidas como clado en el pasado debido a sus caracteres morfológicos: su  hábito distintivo (son plantas en roseta con un agregado denso de flores en un escapo), sus hojas estrictamente basales con estomas paracíticos, las inflorescencias capitadas con flores dímeras, el perianto que consta de cáliz y corola, las anteras adnatas a la corola, el polen espinulado/equinado, y los óvulos con megaesporangio de pared delgada (Dahlgren et al. 1985, Linder y Kellogg 1995).
Nótese que Eriocaulaceae tiene un escapo sin brácteas (es decir, es un "escapo verdadero"), mientras que el escapo de Xyridaceae puede tener brácteas de la mitad hacia arriba.

## Taxonomía
Introducción teórica en Taxonomía
La familia fue reconocida por el APG III (2009), el Linear APG III (2009) le asignó el número de familia 94. La familia ya había sido reconocida por el APG II (2003).
La familia se compone de casi 300 especies en cinco géneros, pero la mayoría de las especies se encuentran en el género Xyris, con 260 especies (ver también Abolboda). 
Géneros, según el APWeb (visitado en enero del 2009):
- Abolboda
- Achlyphila
- Aratitiyopea
- Orectanthe
- Xyris

La morfología de los sépalos en forma de bote provee un importante carácter diagnóstico para determinar especies.

## Importancia económica
Unas pocas especies de Xyris ("pasto de ojos amarillos") son cultivadas como ornamentales, especialmente en acuarios. Ocasionalmente algunas especies de este género son usadas en medicina.